# Saint-Michel-en-l’Herm
Saint-Michel-en-l’Herm – miejscowość i gmina we Francji, w regionie Kraj Loary, w departamencie Wandea.
Według danych na rok 1990 gminę zamieszkiwało 1 999 osób, a gęstość zaludnienia wynosiła 36 osób/km² (wśród 1504 gmin Kraju Loary Saint-Michel-en-l’Herm plasowała się na 295. miejscu pod względem liczby ludności, natomiast pod względem powierzchni na miejscu 55.).